# Jules Frederik Jürgensen

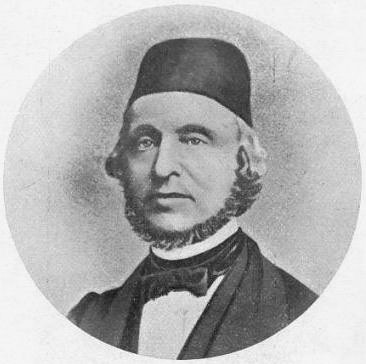
Jules Frederik Jürgensen

Jules Frederik Urban Jürgensen (* 27. Juli 1808 in Le Locle; † 17. Dezember 1877 in Genf) war ein dänisch-schweizerischer Uhr- und Chronometermacher.

## Leben
Jules Jürgensen wurde am 27. Juli 1808 in Le Locle (Schweiz) als Sohn von Urban Jürgensen und der Sophie-Henriette, geb. Houriet, geboren. Als Jürgensen 15 Monate alt war, kehrten seine Eltern nach Dänemark zurück. In Kopenhagen erhielt Jürgensen eine Ausbildung im Uhrenbetrieb seines Vaters und studierte zudem Mathematik, Astronomie und Fremdsprachen.
Nach dem Tod von Urban Jürgensen übernahm er mit Louis Urban die Manufaktur. Jules Jürgensen begann eine Studienreise 1834 nach London, Paris, Genf und Le Locle. In Genf heiratete er 1835 die junge Witwe Anastasie Lavalette. 1835 eröffnete er in Les Brenets eine Uhrenfabrik, eine Filiale des väterlichen Geschäftes in Kopenhagen. 1838 wurde er eingebürgert. 1872 zog sich Jürgensen aus dem Geschäft zurück und übergab es seinem Sohn Jules Frédéric Urban. Dieser übergab nach drei Jahren das Geschäft seinem jüngeren Bruder Jacques-Alfred. Beide waren kinderlos. Mit Jacqes-Alfreds Tod 1912 endete die Uhrmacherfamilie Jürgensen.
Jürgensen war mit dem Physiker François Arago und dem Märchenerzähler Hans Christian Andersen befreundet. Andersen besuchte ihn in Le Locle.
Er starb am 17. Dezember 1877 in Genf.

## Leistungen
Jürgensen fand mit der Herstellung von Uhren und Taschenchronometern weltweit Beachtung. Er fertigte in der Schweiz ca. 13.000 Uhren, signiert mit Jules Jürgensen Copenhagen. Sein Hauptexportland wurde die USA. Jules Jürgensen hatte nicht nur das Talent des Vaters, sondern war auch ein ausgezeichneter Geschäftsmann. Er erwarb ein großes Vermögen und kaufte 1862 das Landgut Le Châtelard in Les Brenets. 1874 ließ Jürgensen den Tour Jürgensen errichten. 